# Microrregión de Furos de Breves
La microrregión de Furos de Breves es una de las microrregiones del estado brasileño del Pará perteneciente a la mesorregión Marajó. Su población fue estimada en 2006 por el IBGE en 187.176 habitantes y está dividida en cinco municipios. Posee un área total de 30.094,393 km².

## Municipios
- Afuá
- Anajás
- Breves
- Curralinho
- São Sebastião da Boa Vista

- Datos: Q2597297